# معهد الأرجنتين لعلم الفلك الراديوي
تأسس المعهد الأرجنتيني لعلم الفلك الراديوي في عام 1962 في بيريرا في مقاطعة بوينس آيرس الأرجنتين بجهد مشترك من قبل المجلس الوطني للبحوث العلمية والتقنية، والجامعة الوطنية في لابلاتا وجامعة بوينس آيرس .تتمثل مهمة المعهد في تعزيز وتنسيق البحث والتطوير التقني في مجال علم الفلك الراديوي والتعاون في المجال التعليمي.
في عام 1963، بدأ بناء أول تلسكوب بقطر 30 متر تحت إشراف عالم الفيزياء الفلكية الأرجنتيني كارلوس فارسافسكي. ودخل المرصد الراديوي الخدمة في 26 مارس 1966.
ويشارك مرصد المعهد الأرجنتيني لعلم الفلك الراديوي في قياس تداخل مديد القاعدة لمشروع مصفوفة أمريكا اللاتينية المليمتري الطويل  وسينضم إلى مشروع مصفوفة تلسكوب شيرينكوف، باستخدام موقع إما بالقرب من سان أنطونيو دي لوس كوبريس أو في مجمع مرصد ليونسيتو الفلكي.